# Mingo Junction, Ohio
Mingo Junction là một làng thuộc quận Jefferson, tiểu bang Ohio, Hoa Kỳ. Năm 2010, dân số của làng này là 3454 người.

## Dân số
- Dân số năm 2000: 3631 người.
- Dân số năm 2010: 3454 người.